# Marlow Moss
Marjorie Jewel "Marlow" Moss (Londres, 29 de maio de 1889 — Penzance, 23 de agosto de 1958) foi uma artista construtivista britânica que trabalhou em pintura e escultura.

## Biografia
Moss nasceu em 29 de maio de 1889 em Kilburn, em Londres. Ela era filha de Lionel e Fannie Moss. Estudou na St John's Wood Art School, na Slade School of Fine Art e na Académie Moderne.
Durante sua infância, a música era um grande interesse, mas seus estudos musicais foram interrompidos por anos quando ela contraiu tuberculose. Mais tarde, Moss voltou sua atenção para o balé. Por volta de 1919, ela mudou seu nome próprio (de Marjorie) e adotou uma aparência masculina. Isso foi precipitado por um "choque de natureza emocional" e pelo abandono de seus estudos no Slade, para morar sozinho na Cornualha.
Moss foi aprendiz de Fernand Léger e Amédée Ozenfant na Académie Moderne. Ela foi contemporânea de Piet Mondrian e eles se influenciaram mutuamente no uso da linha dupla entre si. Ela foi membro fundadora da associação Abstraction-Création e foi a única artista britânica a figurar nos cinco anuários publicados pelo grupo.
No início da Segunda Guerra Mundial, Moss deixou a França e foi morar perto de Lamorna Cove, na Cornualha, onde estudou arquitetura na Penzance School of Art. Até o fim de sua vida, ela viveu e trabalhou na Cornualha, visitando Paris frequentemente. Um vizinho, em Lamorna, a descreveu como "uma pequena alma querida", que costumava dar um presente de Natal a todas as crianças da vila. A vizinha, quando uma criança costumava espiar o estúdio para ver a pintura dela, 
 ... nós a assistíamos andando de um lado para o outro, andando, andando. E então ela desenhava uma linha reta. Seu trabalho era todo de linhas retas e cubos. Então ela passeava para cima e para baixo de novo e então - uh, um quadrado seria desenhado. 
Erica Brausen realizou exposições individuais de seu trabalho na Hanover Gallery, em Londres, em 1953 e 1958. Outras exposições ocorreram no Museu Stedelijk, Amsterdã, em 1962, e na Prefeitura de Middleburg, na primavera de 1972.
Moss morreu em 23 de agosto de 1958 em Penzance.

## Colecções
A obra de Moss pode ser encontrada no Museu de Israel, no Museu Stedelijk de Amsterdã, no Museu Kröller-Müller em Otterlo, no Kunstmuseum Den Haag, no Museu de Arte Moderna de Nova York e na Tate UK.